# Johnny Bratton
Pour les articles homonymes, voir Bratton.
Johnny Bratton est un boxeur américain né le 9 septembre 1927 à Little Rock, Arkansas, et mort le 15 août 1993 à Chicago, Illinois.

## Carrière
Passé professionnel en 1944, il remporte le titre de champion du monde des poids welters laissé vacant par Sugar Ray Robinson le 14 mars 1951 après sa victoire aux points contre Charley Fusari. Battu dès sa première défense par Kid Gavilan le 18 mai 1951, il met un terme à sa carrière en 1955 sur un bilan de 60 victoires, 24 défaites et 3 matchs nuls.

## Référence
1. ↑  (en) Biographie de Johnny Bratton (cyberboxingzone.com)